# Poul Borchsenius
Poul Borchsenius, född 7 juli 1897 i Odense, död 6 mars 1983 i Randers, var en dansk präst och författare. Han var präst i Randers 1937-1962 och motståndsman under den tyska ockupationen av Danmark under andra världskriget, där han verkade för evakueringen av de danska judarna. Han uppmanades av britterna att själv fly till Sverige, där han var 1943-1945 och bland annat var fältpräst för den danska brigaden. Borchenius har skrivit ett flertal böcker om judarnas historia.
Under åren 1950 till 1960 gav han ut sex böcker som täcker det judiska folkets historia från Jerusalems förstörelse år 70 e.Kr. till staten Israels grundande: Sol stå stilla, Stjärnans son, De tre ringarna, Bakom muren, Brustna länkar och Och det var morgon. I något koncentrerad utgåva gavs dessa sedan ut som Den långa vandringen på 1970-talet.